# Marc Mateu Sanjuán
Marc Mateu Sanjuán (València, 16 de juny de 1990) és un futbolista professional valencià que juga pel CE Eldenc. Principalment com a migcampista, tot i que també pot jugar d'extrem.

## Carrera de club
Mateu es va formar al planter del Llevant UE, i va debutar amb el primer equip la temporada 2008–09, en un partit contra el Córdoba CF (victòria a casa per 3–0, 25 minuts jugats).
El 10 d'agost de 2010, Mateu va signar el seu primer contracte professional, fins al 2013, i fou cedit al Real Unión de Segona B. Posteriorment, fou cedit al CD Badajoz i al Real Zaragoza B, i va acabar signant contracte permanent amb el darrer equip, després de rescindir el contracte amb el Llevant el juliol de 2012.
El 30 de maig de 2013, Mateu fou descartat pel Saragossa, després d'un cas d'indisciplina. Va marxar llavors a l'octubre al Vila-real CF per jugar a l'equip C i fou promocionat al Vila-real CF B l'any següent.
El 28 de juliol de 2015, Mateu va signar pel CD Numancia de segona divisió. Va marcar el seu primer gol com a professional el 3 d'abril de 2016, el decisiu en una victòria per 3–2 a casa contra la SD Huesca.
Mateu va ser titular habitual durant la seva estada al Nuevo Estadio Los Pajaritos, i va marxar després del descens de 2020. El 23 d'agost d'aquell any, va signar contracte per dos anys amb el CE Castelló, acabat d'ascendir a segona.